# Prefissi numerici greci
I prefissi numerici greci vengono usati per costruire parole che esprimono una determinata quantità di qualche genere di oggetto. Ad esempio in chimica, il termine "diossido di carbonio" denota una molecola che contiene due (di) atomi di ossigeno. Un tetraedro è invece un poliedro con quattro (tetra) facce mentre un pentagramma è una figura a stella con cinque (penta) punte.
Dalla lingua greca derivano i seguenti prefissi numerici:
- 1. mono
- 2. di / do / doi
- 3. tri
- 4. tetra
- 5. penta
- 6. esa
- 7. epta / etta
- 8. octa / otta
- 9. ennea / enna
- 10. deca
- 11. endeca
- 12. dodeca
- 13. trideca / triscaideca
- 14. tetradeca
- 15. pentadeca
- 16. esadeca
- 17. ettadeca
- 18. ottadeca
- 19. enneadeca
- 20. icosa
- 21. endeicosa
- 22. doicosa
- 30. triconta
- 31. endetriconta
- 32. dotriconta
- 40. tetraconta
- 50. pentaconta
- 60. esaconta
- 70. ettaconta
- 80. ottaconta
- 90. enneaconta
- 100. etto
- 101. endeetto
- 102. dietto
- 110. decaetto
- 111. endecaetto
- 112. dodecaetto
- 200. doicosa
- 201. endedoicosa
- 300. tricosa
- 400. tetracosa
- 500. pentacosa
- 600. esacosa
- 700. ettacosa
- 800. ottacosa
- 900. ennacosa
- 1000. chilo
- 1001. endechilo
- 1010. decachilo
- 1011. endecachilo
- 1100. ettochilo
- 1101. endeettochilo
- 1110. decaettochilo
- 1111. endecaettochilo
- 2000. dochilo
- 3000. trichilo
- 4000. tetrachilo
- 5000. pentachilo
- 6000. esachilo
- 7000. ettachilo
- 8000. ottachilo
- 9000. ennachilo
- 10.000. miria
- 100.000 decamiria
- 1.000.000 ettomiria
- 10.000.000 chilomiria
- 100.000.000 miriamiria
- 1.000.000.000 decamiriamiria

Altri esempi di numeri espressi tramite prefissi greci sono: 11 in endecasillabo, 12 usato ad esempio per le figure dodecagono o dodecaedro.
I prefissi per numeri maggiori di 12 sono usati raramente, ma fanno eccezione 20 utilizzato in icosaedro, 100 in ettaro e 1000 nel sistema metrico (kilo).
Nella pratica a volte, al posto dei prefissi greci ennea ed "endeca", per 9 e 11 vengono usati i corrispettivi prefissi latini nona e undeca.